# 水蜡烛
水蜡烛（学名：Dysophylla yatabeana）为唇形科水蜡烛属下的一个种。

## 扩展阅读
- 維基物種上的相關：水蜡烛